# Gara Modave
Gara Modave a fost o stație de pe linia 126, o cale ferată din Belgia desființată aproape integral, care asigura legătura între gara Statte și gara Ciney. Gara Modave era situată în cătunul Pont-de-Bonne, pe teritoriul comunei Modave, în provincia Liège.
Gara a fost demolată complet după desființarea liniei.

## Poziția feroviară
Gara Modave se afla la kilometrul feroviar 12+700 al liniei 126, între haltele Vyle-Tharoul și Modave-Village.

## Istoric
O lege din 31 mai 1863 a acordat „domnilor Jean-Pierre Cluysenaar și Compania” concesiunea unei unei „căi ferate de la Landen și până la calea ferată Namur–Arlon”, care urma să treacă prin Hannut și pe valea râului Hoyoux. Planurile inițiale prevedeau ca această linie să se termine la Haversin sau într-un punct de pe linia Ourthe. Amenințată cu anularea concesiunii, „Compania căii ferate Hesbaye-Condroz” a predat în cele din urmă operarea rețelei sale statului belgian pe data de 22 noiembrie 1875, în primă fază doar sectoarele Landen - Statte - Modave. În final, secțiunea de la sud de gara Modave a fost și ea predată spre exploatare pe 1 februarie 1877.

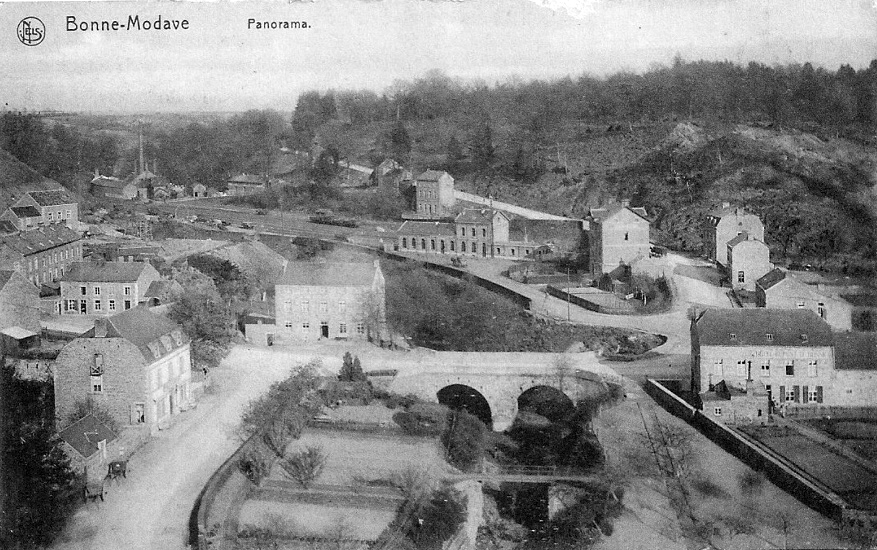
Vedere de ansamblu a gării și a satului Pont-de-Bonne.

Relieful destul de accidentat al regiunii, care a necesitat proiectarea unor curbe strânse și a tunelului Modave, a motivat construirea gării în cătunul Pont-de-Bonne, aflat la mai bine de 1,5 km distanță de localitatea Modave. Prima gară pentru călători a fost realizată în 1870.
În 1894, vechea clădire a fost demolată, iar pe locul ei a fost construită o gară nouă de tip 1881. Între anii 1938-1939, aceasta a fost mărită prin prelungirea aripii sale stângi.
În 1933, Căile Ferate Belgiene au înființat și o haltă, denumită Modave-Village, la ieșirea din tunelul Modave, în celălalt capăt al satului. Dispunând doar de un peron  și de un adăpost din beton, această haltă este încă vizibilă și servește drept zonă de odihnă pentru rețeaua velo RAVeL.
Pe 11 noiembrie 1962, Căile Ferate Belgiene au sistat circulația trenurilor de pasageri între Huy și Ciney. Închiderea definitivă a gării Modave a avut loc în 1964, când a fost sistată și circulația trenurilor de marfă între atelierele de confecții metalice de la Marchin și Clavier.
În 1969, imobilul gării de pasageri, amplasat în acel moment aproape de piciorul podului pe care actuala stradă Pont de Bonne traversează linia 126 a rețelei RAVeL, a fost vândut domeniilor statului și demolat la relativ scurtă vreme după aceea.

## Patrimoniu feroviar
Aspectul clădirii gării de călători originale nu este cunoscut, dar ar fi putut fi o copie a modelului standard de gară construit de compania concesionară „Hesbaye-Condroz” în toate stațiile de pe liniile 126 și 127, cu excepția celei de la Huy-Sud. Această gară originală a fost înlocuită ulterior cu una de tip 1881 a Căilor Ferate de Stat Belgiene, care a fost în final demolată la începutul anilor 1970.
Gara de tip 1881 era compusă dintr-un corp central cu etaj din trei travee, flancat la stânga de o aripă de serviciu cu acoperiș plat, iar la dreapta de o aripă fără etaj, cu cinci travee, din care cele trei de pe partea cu peroanele erau continuate spre exterior printr-o marchiză din fier forjat și sticlă. Fapt rar întâlnit la aceste clădiri standard, zidul lateral al aripii corpului central era străpuns de o ușă cu arc în plin cintru, ca toate deschiderile de la parterul celor două aripi principale.. În 1938, clădirea apare într-o fotografie vopsită în alb; anul următor, aripa sa stângă a fost extinsă semnificativ, de la cinci la nouă travee, fără ușă în zidul lateral.
Recent, pe amplasamentul fostei gări demolate a fost construită o modernă clădire de servicii, în cadrul proiectului traseului RAVeL în lungul liniei 126.